# Christiaan Bakkes
Christiaan Mathys Bakkes, né le 3 août 1965 à Vredenburg, est un écrivain sud-africain. Il est l'un des fils de la romancière Margaret Bakkes et le frère de C. Johan Bakkes.
En travaillant comme ranger dans le Parc national Kruger, il a été attaqué par un crocodile et perdu son bras gauche. Depuis il travaille comme guide et ranger dans le désert du Damaraland.
Bakker a écrit six livres, principalement mettant en scène un personnage nommé Stoffel.

## Œuvres
- Die Lang Pad van Stoffel Mathysen (1998)
- Stoffel in die Wildernis (2000)
- Skuilplek (2002)
- Stoffel by die afdraaipad (2004)
- Stoffel se veldnotas (2007)
- In Bushveld and Desert: A Game Ranger's Life (2008)
- Stoffel in Afrika (2010)
- Stoffel op safari (2012)
- Bushveld, desert and dogs:  a game ranger’s life (2012)
- Krokodil aan my skouer – Stoffel toe en nou (2014)
- Stoffel: die beste stories (2015)